# 2003
2003 (MMIII) — невисокосний рік, що почався в середу 1 січня та закінчився в середу 31 грудня за григоріанським календарем. 2003-й рік нашої ери — це 3-й рік III-го тисячоліття та XXI-го століття, а також четвертий з 2000-х років.

## Події

### Політика
- 1 січня — Греція розпочала головування в Раді ЄС[1].
- 1 лютого —  набрав чинності Ніццький договір.
- 11 серпня — український контингент було введено в Ірак для виконання миротворчої місії.
- 1 липня — Італія розпочала головування в Раді ЄС[1].

### Техніка
- 14 серпня — Збій електромереж США і Канади.
- 15 жовтня — Запущено перший в КНР космічний корабель з космонавтом на борту — «Shenzhou 5».

### Наука
- Завершено виконання проєкту з розшифрування геному людини.

### Культура
- 11 грудня — в Україні з'явився та почав роботу перший кінодистрибутор артхаусного (авторського, фестивального) кіно «Артхаус Трафік».

### Природні явища
- Грудень — у Ірані стався руйнівний землетрус, магнітуда 9 балів, загинуло 70 000 осіб.

## Народились
Дивись також Категорія:Народились 2003
- 3 січня:
  - Ґрета Тунберг, шведська екологічна активістка.
  - Танг Ксіджин, китайська гімнастка.
- 4 січня — Джейден Мартелл, американський актор.
- 15 січня — Александер Букса, польський футболіст.
- 17 січня — Єва-Лотта Кійбус, естонська фігуристка.
- 19 січня — Ілайш Моріба, гвінейський футболіст.
- 24 січня — Уго Новоа, іспанський футболіст.
- 3 лютого — Емануель Емега, нідерландський футболіст.
- 4 лютого — Едвін Райдінґ, шведський актор.
- 7 лютого:
  - Аліса Д'Амато, італійська гімнастка.
  - Асія Д'Амато, італійська гімнастка.
- 20 лютого — Олівія Родріґо, американська акторка, співачка й авторка пісень.
- 22 лютого — Ісра Гірсі, американська активістка в галузі охорони навколишнього середовища
- 23 лютого — Джорджія Вілла, італійська гімнастка.
- 26 лютого:
  - Джамал Мусіала, англійський та німецький футболіст нігерійського походження.
  - Леві Колвілл, англійський футболіст.
- 28 лютого:
  - Єспер Толінссон, шведський футболіст.
  - Олександр Гаркуша, український військовослужбовець, солдат Збройних сил України. Перший в Україні кавалер ордена «За мужність» III ступеня у 17-річному віці.
- 1 березня — Міллісент Сіммондс американська акторка.
- 9 березня — Суніса Лі, американська гімнастка.
- 11 березня — Ципа, солдат загине внаслідок осколкового поранення в грудну клітину.
- 12 березня — Маліна Вайсман, американська акторка і модель.
- 14 березня — Люка Оєн, бельгійський футболіст.
- 17 березня — Денніс Хаугер, норвезький автогонщик.
- 23 березня:
  - Ісак Бергманн, ісландський футболіст.
  - Озакі Нонока, японська борчиня вільного стилю.
- 26 березня — Данієль Бреголі, американська реп-виконавиця та соцмедійна особистість.
- 1 квітня — Стеценко Софія, українська акторка кіно і дубляжу.
- 4 квітня — Гарві Елліотт, англійський футболіст.
- 21 квітня — Хаві Сімонс, нідерландський футболіст
- 22 квітня:
  - Ружевич Дмитро, український громадський діяч, бібліотекар, наймолодший директор на громадських засадах приватної бібліотеки в Україні, рекордсмен Книги рекордів України. (п. 2018)
  - Іріс Дюкейн, французька кліматична активістка.
- 2 травня — Маркос Леонардо, бразильський футболіст.
- 3 травня — Флоріан Віртц, німецький футболіст.
- 4 травня — OKS, український поп-виконавець, автор пісень.
- 19 травня:
  - JoJo Siwa, американська танцюристка, співачка, акторка, ютуберка.
  - Джино Інфантіно, аргентинський футболіст.
- 26 травня — Захарян Арсен, російський футболіст вірменського походження.
- 31 травня:
  - Емілі Морган, британська гімнастка.
  - Беньямін Шешко, словенський футболіст.
- 2 червня — Юсуф Демір, австрійський футболіст.
- 3 червня — Луїс Партрідж, британський актор та модель.
- 18 червня — Аліреза Фіруджа, іранський шахіст.
- 21 червня — Чернокрилюк Костянтин, український актор кіно та дубляжу.
- 27 червня — Харімото Томокадзу, японський настільний тенісист китайського походження.
- 29 червня — Джуд Беллінгем, англійський футболіст.
- 1 липня — Сторм Рейд, американська акторка.
- 6 липня — Мирон ван Бредероде, нідерландський футболіст.
- 29 липня — Вахід Фагір, данський футболіст афганського походження.
- 10 серпня — Ковтун Ілля, український гімнаст.
- 17 серпня — The Kid Laroi, австралійський реп-виконавець та співак.
- 20 серпня — Габріель Бельгійський, принц Бельгійський, друга дитина і перший син короля Бельгії Філіпа I і його дружини Матільди, онук Альберта II.
- 24 серпня — Косторна Альона, російська фігуристка.
- 3 вересня:
  - Джек Ділан Грейзер, американський актор.
  - Ейлін Гу, китайська фристайлістка американського походження.
  - Кондратюк Марк, російський фігурист.
- 4 вересня — Тан Мухань, китайська плавчиня.
- 7 вересня — Крістіан Арнстад, норвезький футболіст.
- 14 вересня — Ліхі Рац, ізраїльська гімнастка.
- 18 вересня — Ейдан Галлахер, американський актор, екологічний активіст і музикант.
- 19 вересня — Lizi Pop, грузинська співачка, акторка, модель, телеведуча.
- 24 вересня — Джо Локк, менський актор.
- 4 жовтня — Семюел Ілінг-Джуніор, англійський футболіст.
- 8 жовтня — Анжела Агілар, мексикансько-американська співачка мексиканської регіональної музики.
- 16 жовтня:
  - Кацпер Козловський, польський футболіст.
  - Мохамед Санко, нідерландський футболіст.
- 18 жовтня — Катя Адушкіна, російська відеоблогерка, співачка, танцівниця, ведуча і письменниця.
- 20 жовтня — Карні Чуквуемека, англійський футболіст нігерійського походження.
- 8 листопада — Леді Луїза Віндзор, дочка принца Едварда, графа Вессекського, і Софі, графині Вессекської, старша з двох дітей.
- 11 листопада — Фудзінамі Акарі, японська борчиня вільного стилю.
- 15 листопада — Крістіан Вольпато, італійський та австралійський футболіст.

- 24 листопада:
  - Шарлотта Кліверлі-Бісман, обличчя компанії за вакцинацію проти менінгококової інфекції у Новій Зеландії після того, як перехворіла на тяжку генералізовану форму — менінгококцемію, своєрідний сепсис.
  - Адріана Сересо, іспанська тхеквондистка.
- 25 листопада — Ізабелла Нільсон, шведська політична активістка.
- 5 грудня — Воронова Анна, українська співачка.
- 7 грудня — Катаріна-Амалія Нідерландська, старша донька короля Віллема-Олександра і королеви Максими, внучка колишньої королеви Беатрікс.
- 23 грудня — Данилова Аріна, російська співачка, блогерка.
- 29 грудня — Архипова Анастасія, українська фігуристка.

## Померли
Дивись також Категорія:Померли 2003, Список померлих 2003 року
- 12 січня — Моріс Гібб, британський музикант та автор-виконавець, один із засновників гурту Bee Gees.
- 4 березня — Добрянський Анатолій Миколайович, науковець, філолог, дослідник світового сонета (Чернівці).
- 16 березня — Лоуренс Г'ю Аллер, американський астроном.
- 31 березня — Едуардо Уркуло, іспанський художник і скульптор.
- 9 квітня — Хорхе Отейса, іспанський скульптор.
- 17 квітня — Юшенков Сергій Миколайович, російський політик, депутат Державної Думи Росії, кандидат філософських наук,
- 26 травня — Лейбфрейд Олександр Юрійович, український архітектор та краєзнавець, педагог, кандидат архітектури.
- 12 червня — Грегорі Пек, американський актор, лауреат премії «Оскар».
- 3 липня — Щекочихін Юрій Петрович, російський журналіст, політик, державний діяч.
- 21 серпня — Кацнельсон Абрам Ісакович, український поет, літературознавець, перекладач.
- 25 вересня — Сенкевич Юрій Олександрович, російський вчений-медик і телеведучий.
- 26 вересня — Роберт Палмер, вокаліст, гітарист, композитор, автор текстів.
- 28 вересня — Еліа Казан, американський продюсер, сценарист, кінорежисер, лауреат «Оскара».
- 19 жовтня — Алія Ізетбегович, боснійський політик, письменник, перший президент Боснії та Герцеговини (1990—1996).

## Нобелівська премія
- з фізики:
- з хімії:
- з медицини та фізіології:
- з економіки:
- з літератури: Джон Максвелл Кутзеє (John Maxwell Coetzee)
- Нобелівська премія миру: